# کاسه‌دندان
کاسه‌دندان یا پلاکودوس (نام علمی: Pelycodus) نام یک سرده از راسته نخستی‌سانان است.